# Panicum stigmosum
Panicum stigmosum är en gräsart som beskrevs av Carl Bernhard von Trinius. Panicum stigmosum ingår i släktet vipphirser, och familjen gräs. Inga underarter finns listade i Catalogue of Life.